# Marguerite Broquedis
Marguerite Marie Broquedis-Billout (* 17. April 1893 in Pau; † 23. April 1983 in Orléans) war eine französische Tennisspielerin.

## Biografie
Broquedis wurde in Pau geboren und zog mit ihrer Familie um die Jahrhundertwende nach Paris. Dort begann sie auf zwei staubigen Tennisplätzen, die zur Maschinenhalle Paris gehörten, das Tennisspielen. Später wurde sie Mitglied des Racing Club de France.
Sie gewann bei den Olympischen Spielen 1912 in Stockholm die Goldmedaille im Rasen-Dameneinzel, als sie im Finale Dora Köring besiegte. Dabei bediente sie sich einem kleinen Taktikmanöver, als sie bei eigenem Rückstand den Platz verließ, ihre Schuhe wechselte und damit ihre Gegnerin aus dem Rhythmus brachte. Das Feld war wegen der Abwesenheit der britischen Spielerinnen schwach besetzt. Im Rasen-Mixed gewann sie außerdem noch die Bronzemedaille an der Seite von Albert Canet. Dafür mussten sie nur ein Match gewinnen; das Spiel um Bronze gewannen sie aus Ermangelung von Gegner ebenfalls kampflos.
Bei den französischen Meisterschaften gewann sie 1913 und 1914 den Titel im Einzel. 1914 schlug sie dabei die 15-jährige Suzanne Lenglen. Das einzige komplette Einzelfinale, das Lenglen jeweils verlieren sollte. 1911 und 1924 gewann sie ebenfalls den Mixedwettbewerb, 1924 zudem das Damendoppel. Als die Meisterschaften ab 1925 auch für internationale Spieler geöffnet wurden, konnte sie mit dem Mixedwettbewerb 1927 an der Seite von Jean Borotra ihren einzigen richtigen Grand-Slam-Titel gewinnen. Bei den Wimbledon Championships nahm sie viermal – in den Jahren 1914, 1925, 1927 und 1928 – teil. Im Einzel erreichte sie 1925 mit dem Halbfinale ihr bestes Ergebnis. Im Doppel stand sie 1914 ebenfalls einmal im Halbfinale. In diesem Jahr kam sie mit Anthony Wilding zudem ins Mixed-Finale. Bei den Französischen Hallen-Meisterschaften gewann sie insgesamt 10 Titel, davon 6 im Einzel. 1912 gewann sie die Hartplatz-Weltmeisterschaften.
1924 nahm sie 12 Jahre nach dem ersten Mal wieder an den Olympischen Spielen teil, diesmal unter dem Namen Marguerite Billout, da sie geheiratet hatte. Im  Damendoppel konnte sie hier mit Yvonne Bourgeois nochmal das Halbfinale erreichen. Letztlich blieben sie aber dort und im Spiel um Platz 3 chancenlos.

## Turniersiege

### Einzel
| Nr. | Datum        | Turnier                          | Belag | Finalgegnerin   | Ergebnis      |
| --- | ------------ | -------------------------------- | ----- | --------------- | ------------- |
| 1.  | 4. Juli 1912 | Olympische Spiele                | Rasen | Dora Köring     | 4:6, 6:3, 6:4 |
| 2.  | 1913         | Französische Meisterschaften (1) | Sand  | Jeanne Matthey  | 6:3, 6:3      |
| 3.  | 1914         | Französische Meisterschaften (2) | Sand  | Suzanne Lenglen | 5:7, 6:4, 6:3 |

### Doppel
| Nr. | Datum | Turnier                      | Belag | Partnerin        | Finalgegnerinnen                 | Ergebnis |
| --- | ----- | ---------------------------- | ----- | ---------------- | -------------------------------- | -------- |
| 1.  | 1924  | Französische Meisterschaften | Sand  | Yvonne Bourgeois | Germaine Golding Jeanne Vaussard | 6:3, 6:3 |

### Mixed
| Nr. | Datum | Turnier                                         | Belag | Partner      | Finalgegner                              | Ergebnis      |
| --- | ----- | ----------------------------------------------- | ----- | ------------ | ---------------------------------------- | ------------- |
| 1.  | 1911  | Französische Meisterschaften (1)                | Sand  | André Gobert | Marguerite Mény Édouard Mény de Marangue | 6:4, 6:3      |
| 2.  | 1924  | Französische Meisterschaften (2)                | Sand  | Jean Borotra |                                          |               |
| 3.  | 1927  | Internationale Französische Meisterschaften (3) | Sand  | Jean Borotra | Lilí Álvarez Bill Tilden                 | 6:4, 2:6, 6:2 |